# Santa Coloma de Farners
Santa Coloma de Farners (em catalão e oficialmente) ou Santa Coloma de Farnés (em castelhano) é um município da Espanha na comarca de Selva, província de Girona, comunidade autónoma da Catalunha. Tem 70,68 km² de área e em 2021 tinha 13 459 habitantes (densidade: 190,4 hab./km²).

## Demografia
| Variação demográfica do município entre 1991 e 2004 | Variação demográfica do município entre 1991 e 2004 | Variação demográfica do município entre 1991 e 2004 | Variação demográfica do município entre 1991 e 2004 |
| --------------------------------------------------- | --------------------------------------------------- | --------------------------------------------------- | --------------------------------------------------- |
| 1991                                                | 1996                                                | 2001                                                | 2004                                                |
| 8239                                                | 8404                                                | 9169                                                | 10036                                               |